# Guirgo (Kombissiri)
Pour les articles homonymes, voir Guirgo.
Guirgo, également orthographié Guirgho, est une commune rurale située dans le département de Kombissiri de la province du Bazèga dans la région Centre-Sud au Burkina Faso.

## Santé et éducation
Guirgo accueille un centre de santé et de promotion sociale (CSPS).